# 이와네촌 (시가현)
이와네촌(岩根村)은 시가현 고카군에 설치되었던 촌이다. 현재의 고난시에 해당한다.